# José Bravo
José Bravo – wenezuelski zapaśnik walczący w stylu wolnym. Brązowy medalista igrzysk Ameryki Środkowej i Karaibów w 1970. Srebrny medalista igrzysk boliwaryjskich w 1970 i 1973 roku.